# Judge Reinhold
Edward Ernest Reinhold, Jr., conosciuto come Judge Reinhold (Wilmington, 21 maggio 1957), è un attore statunitense.

## Biografia
Noto per la sua partecipazione alla serie cinematografica Beverly Hills Cop, con Eddie Murphy, nel ruolo dell'agente Billy Rosewood, Reinhold è stato sposato tra il 1985 e il 1986 con la responsabile dei casting Carrie Frazier. Dopo un breve fidanzamento con l'attrice Kaitlin Hopkins, nel 2000 si è sposato con la sceneggiatrice Amy Miller. Ha affiancato inoltre Scarlett Johansson nel film Mamma mi sono persa il fratellino! del 1999.

## Filmografia

### Cinema
- Fuga per la vita (Running Scared), regia di Paul Glickler (1980)
- Stripes - Un plotone di svitati (Stripes), regia di Ivan Reitman (1981)
- America, America (Pandemonium), regia di Alfred Sole (1982)
- Fuori di testa (Fast Times at Ridgemont High), regia di Amy Heckerling (1982)
- Cavalli di razza (The Lords of Discipline), regia di Franc Roddam (1983)
- Gremlins, regia di Joe Dante (1984)
- La notte assassina (Roadhouse 66), regia di John Mark Robinson (1984)
- Beverly Hills Cop - Un piedipiatti a Beverly Hills (Beverly Hills Cop), regia di Martin Brest (1984)
- Palle d'acciaio (Head Office), regia di Ken Finkleman (1986)
- Per favore, ammazzatemi mia moglie (Ruthless People), regia di Jim Abrahams, David Zucker e Jerry Zucker (1986)
- Love Struck, regia di Richard Masur (1986) (cortometraggio)
- Un poliziotto fuori di testa (Off Beat), regia di Michael Dinner (1986)
- Beverly Hills Cop II - Un piedipiatti a Beverly Hills II (Beverly Hills Cop II), regia di Tony Scott (1987)
- The New Homeowner's Guide to Happiness, regia di Jon Cutler e James Yukich (1988)
- Vice Versa - Due vite scambiate (Vice Versa), regia di Brian Gilbert (1988)
- Martini Ranch: Reach, regia di James Cameron – cortometraggio (1988)
- A Soldier's Tale, regia di Larry Parr (1989)
- Rosalie va a fare la spesa (Rosalie Goes Shopping), regia di Percy Adlon (1989)
- A spasso con la morta (Enid Is Sleeping), regia di Maurice Phillips (1990)
- Caccia al testamento (Daddy's Dyin'... Who's Got the Will?), regia di Jack Fisk (1990)
- Zandalee, regia di Sam Pillsbury (1991)
- L'ambassade en folie, regia di Baz Taylor (1992)
- Aiuto, chi ha lasciato la bambina nel taxi? (Baby on Board), regia di Francis Schaeffer (1992)
- Bank Robber, regia di Nick Mead (1993)
- Beverly Hills Cop III - Un piedipiatti a Beverly Hills III (Beverly Hills Cop III), regia di John Landis (1994)
- Santa Clause (The Santa Clause), regia di John Pasquin (1994)
- Un treno verso l'ignoto (Crackerjack 2), regia di Robert Lee (1996)
- Family Plan - Un'estate sottosopra (Family Plan), regia di Fred Gerber (1997)
- L'ultimo confine (Last Lives), regia di Worth Keeter (1997)
- Homegrown - I piantasoldi (Homegrown), regia di Stephen Gyllenhaal (1998)
- Mamma mi sono persa il fratellino! (My Brother the Pig), regia di Erik Fleming (1999)
- Big Monster on Campus, regia di Mitch Marcus e John Blush (2000)
- NewsBreak, regia di Serge Rodnunsky (2000)
- Beethoven 3 (Beethoven's 3rd), regia di David M. Evans (2000)
- Ping!, regia di Chris Baugh (2000)
- Wild Blue, regia di Dale G. Bradley (2000)
- Enemies of Laughter, regia di Joey Travolta (2000)
- Mindstorm, regia di Richard Pepin (2001)
- Hollywood Palms, regia di Jeffrey Nachmanoff (2001)
- The Meeksville Ghost, regia di David Lister (2001)
- Beethoven 4 (Beethoven's 4th), regia di David M. Evans (2001)
- Betaville, regia di Tom Small (2001)
- Whacked!, regia di James Bruce (2002)
- Che fine ha fatto Santa Clause? (The Santa Clause 2), regia di Michael Lembeck (2002)
- No Place Like Home, regia di Craig Clyde (2002)
- Checking Out, regia di Jeff Hare (2005)
- Santa Clause è nei guai (The Santa Clause 3: The Escape Clause), regia di Michael Lembeck (2006)
- Swing Vote - Un uomo da 300 milioni di voti (Swing Vote), regia di Joshua Michael Stern (2008)
- Il dottor Dolittle 5 (Dr. Dolittle: Million Dollar Mutts), regia di Alex Zamm (2009)
- Un piedipiatti a Beverly Hills - Axel F (Beverly Hills Cop: Axel F), regia Mark Molloy (2024)

### Televisione
- Survival of Dana – film TV (1979)
- Wonder Woman – serie TV, episodio 3x16 (1979)
- Magnum, P.I. – serie TV, episodi 1x01-1x02 (1980)
- Insight – serie TV, 1 episodio (1981)
- Open All Night – serie TV, episodio 1x02 (1981)
- Booker – cortometraggio TV (1984)
- Versione donna (A Matter of Sex) – film TV (1984)
- La promessa di un miracolo (Promised a Miracle) – film TV (1988)
- Trying Times – serie TV, episodio 2x04 (1989)
- Giù le mani dalla strega (Black Magic) – film TV (1992)
- Assalto a Tombstone (Four Eyes and Six-Guns) – film TV (1992)
- The General Motors Playwrights Theater – serie TV, episodio 3x02 (1993)
- Ghostwriter – serie TV, episodio 2x01 (1993)
- Seinfeld – serie TV, episodio 5x18 (1994)
- Colomba solitaria (Lonesome Dove: The Series) – serie TV, episodio 1x04 (1994)
- Raising Caines – miniserie TV (1995)
- Un angelo in famiglia (Dad, the Angel & Me) – film TV (1995)
- The Wharf Rat – film TV (1995)
- Chi è Susan? (As Good as Dead) – film TV (1995)
- Walker Texas Ranger – serie TV, 1 episodio (1996)
- Secret Service Guy – serie TV, 7 episodi (1996)
- Special Report: Journey to Mars – film TV (1996)
- Il diritto di non parlare (The Right to Remain Silent), regia di Hubert C. de la Bouillerie – film TV (1996)
- Incubo sull'autostrada (Runaway Car) – film TV (1997)
- Visual Bible for Kids – film TV (1998)
- Floating Away – film TV (1998)
- Ellen – serie TV, episodio 5x21 (1998)
- Battiti mortali (Dead in a heartbeat) – film TV (2002)
- The O'Keefes – serie TV, 8 episodi (2003)
- Thanksgiving Family Reunion – film TV (2003)
- The King of Queens – serie TV, episodio 6x07 (2003)
- The Dead Zone – serie TV, episodio 3x09 (2004)
- Detective Monk (Monk) – serie TV, episodio 3x03 (2004)
- The Hollow - La notte di Ognissanti (The Hollow) – film TV (2004)
- Into the West – serie TV, episodio 1x05 (2005)
- Arrested Development - Ti presento i miei (Arrested Development) – serie TV, episodio 3x10 (2006)
- Easy Money – serie TV, 4 episodi (2008-2009)
- The Detour – serie TV, episodi 1x02-1x03 (2016)
- Quattro Natali ed un matrimonio – film TV (2017)

### Doppiatore
- Clerks – serie TV animata, episodio 1x04 (2000)
- Teen Titans – serie TV animata, episodi 5x01-5x02 (2005)
- The Boondocks – serie TV animata, episodio 1x07 (2005)
- Hermie & Friends: Stanley the Stinkbug Goes to Camp – cortometraggio (2006)

### Regista
- Be Still (2006)

### Sceneggiatore
- Be Still (2006)

### Produttore
- Zandalee, regia di Sam Pillsbury (1991) – co-produttore
- Be Still (2006)

## Doppiatori italiani
Nelle versioni in italiano delle opere in cui ha recitato, Judge Reinhold è stato doppiato da:
- Massimo Rinaldi in Beverly Hills Cop - Un piedipiatti a Beverly Hills, Un poliziotto fuori di testa, Beverly Hills Cop II - Un piedipiatti a Beverly Hills II, Beverly Hills Cop III - Un piedipiatti a Beverly Hills III, Per favore, ammazzatemi mia moglie, Family Plan - Un'estate sottosopra, Santa Clause è nei guai, Arrested Development - Ti presento i miei, Un piedipiatti a Beverly Hills - Axel F
- Marco Mete in Fuori di testa, Palle d'acciaio, Viceversa, due vite scambiate
- Roberto Chevalier in Beethoven 3, Beethoven 4
- Loris Loddi in Aiuto, chi ha lasciato la bambina in taxi?
- Massimo Lodolo in Battiti mortali
- Stefano Masciarelli in Santa Clause
- Tony Sansone in Che fine ha fatto Santa Clause?
- Mario Cordova in Un angelo in famiglia
- Lucio Saccone in Hollywood Palms
- Marco Balzarotti in National Lampoon's Holiday Party
- Mario Bombardieri in Mio fratello maialino
- Luca Biagini in Zandalee
- Oliviero Dinelli in The Dead Zone
- Renato Cortesi in Gremlins
- Sandro Acerbo in Netforce
- Vittorio Guerrieri in Detective Monk
- Luca Ward in The Warf Rat
- Mario Zucca ne Il dottor Dolittle 5
- Alberto Bognanni in Swing Vote - Un uomo da 300 milioni di voti
- Fabrizio Temperini ne Il diritto di non parlare
- Massimiliano Lotti in The Hollow - La notte di Ognissanti
- Giorgio Locuratolo in Ping!
- Andrea Mete in Stripes - Un plotone di svitati (ridoppiaggio)